# Heinrich Meyer (Literaturhistoriker)

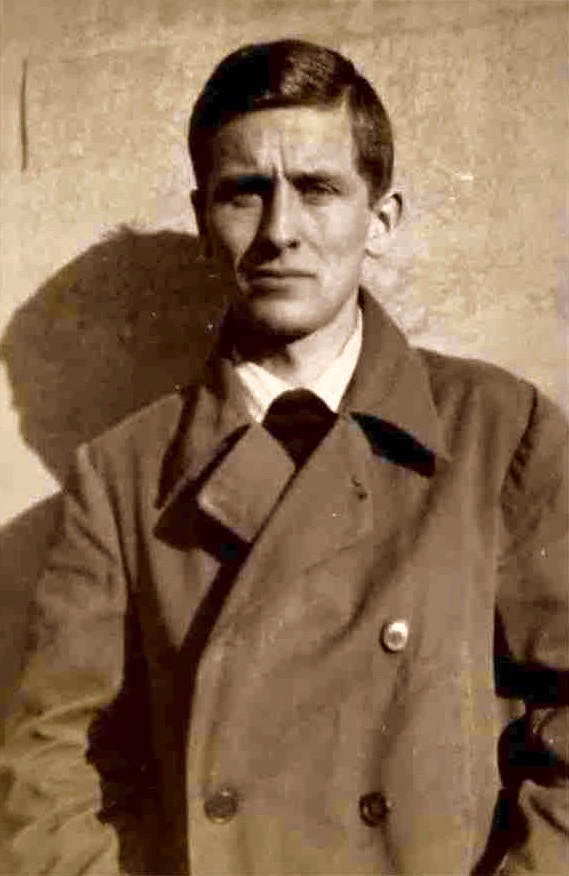
Heinrich Meyer als junger Lehrer an der reformpädagogischen Schule am Meer auf der ostfriesischen Nordseeinsel Juist

Heinrich Karl Ernst Martin Meyer (* 17. Mai 1904 in Nürnberg; † 10. Oktober 1977 in Bellingham, Washington) war ein deutsch-amerikanischer Literaturhistoriker, Germanist und Autor. Seine Forschung richtete sich auf Johann Wolfgang von Goethe und die Deutsche Literatur des 18. und 19. Jahrhunderts. Seine Lehre fokussierte auf Sprachunterricht, Rapid Reading, Stilistik, Deutsche Literatur des 18. und 19. Jahrhunderts sowie die Methoden der Literaturwissenschaft. Meyer publizierte auch unter den Pseudonymen John Anderson, Robert O. Barlow, Hugo Cartesius und H. K. Houston Meyer.

## Jugend und Familie
Heinrich Meyer wurde als Sohn des in Nürnberg tätigen Oberlehrers Wilhelm Karl Meyer († 1952) und dessen Ehefrau Anna, geborene Ulmer, geboren.
Am 10. Mai 1936 heiratete er Mary Louise Dinsmoor, die er während ihres Studiums am Rice Institute kennengelernt hatte. Die Ehe hielt den Herausforderungen während eines juristischen Verfahrens jedoch nicht stand und wurde am 19. Dezember 1942 geschieden.
Am 19. Februar 1945 heiratete er die Kanadierin Doris Hoag Clark (* 1923), ebenfalls eine frühere Studentin des Rice Institute. Die Ehe wurde 1955 geschieden.
Im Jahr 1957 heiratete er ein drittes Mal, Sibylle Hommel (* 1932), die Tochter des Tübinger Altphilologen Hildebrecht Hommel.

## Schule und Studium
Heinrich Meyer besuchte zunächst für vier Jahre die Volksschule in Nürnberg, danach von Ostern 1914 bis Frühjahr 1923 das dortige Alte Gymnasium (heute: Melanchthon-Gymnasium), wo er die Reifeprüfung bestand.
Ab Sommersemester 1923 studierte er zunächst an der Friedrich-Alexander-Universität in Erlangen bei Franz Saran. Zum Wintersemester 1923/24 wechselte er nach München an die Ludwig-Maximilians-Universität, zum Sommersemester 1924 an die Albert-Ludwigs-Universität nach Freiburg im Breisgau.
Bei Friedrich Brie, Alfred Götze, Hanns Heiss, Hans Jantzen, R. Kapp, F. Wilhelm, Philipp Witkop und Heinrich Wölfflin studierte er Anglistik, Germanistik, Romanistik, Latein und Philosophie.
1927 promovierte er zum Thema Der deutsche Schäferroman des 17. Jahrhunderts und legte 1928 in Baden sein Staatsexamen ab.

## Emigration
Am 11. Juni 1930 bestieg er in Bremen die „Crefeld“ des Norddeutschen Lloyd nach Galveston und reiste erstmals in die USA. Am 6. November 1935 erhielt er per Quota-Visum die US-amerikanische Staatsbürgerschaft.
Nach Kriegseintritt der USA 1941 wurde er einer pro-deutschen (aus Sicht der USA feindlichen) Einstellung verdächtigt, nachdem er sich einige Male mit dem deutschen Generalkonsul Edgar von Spiegel von und zu Peckelsheim in New Orleans getroffen hatte. Darauf war das FBI aufmerksam geworden. Die US-amerikanische Bundespolizei sandte daher Spitzel, die als Studenten getarnt waren, in Meyers Vorlesungen und Seminare. In der Folge baute das FBI einen Fall gegen Meyer auf. Im September 1942 sollte durch eine Petition (Petition under section 338 of the Nationality Act of 1940) erreicht werden, ihm die US-Staatsbürgerschaft zu entziehen.
Der Vorwurf gegen Meyer lautete, er habe sich die Einbürgerung betrügerisch und somit illegal erschlichen, um in den Genuss der damit verbundenen Rechte und Privilegien sowie deren Schutz zu gelangen, ohne den damit gleichermaßen verbundenen Pflichten (hier: patriotisches Verhalten zugunsten der USA) nachkommen zu wollen. Die US-Zentralbank (Federal Reserve) beschlagnahmte sein gesamtes Vermögen, so dass sich Meyer genötigt sah, sich in der Sache ohne professionellen Rechtsbeistand verteidigen zu müssen. Er widersprach dem Vorwurf, wodurch die Zivilsache am 23. Februar 1943 vor Gericht kam.
Bundesrichter Allen B. Hannay befand Meyer für schuldig, weil er annahm, Meyer wolle sich nicht permanent in den Vereinigten Staaten aufhalten. Er war weiterhin der Ansicht, Meyer empfinde eine heimliche Loyalität gegenüber dem Dritten Reich.
Nach diesem Urteil löste das Rice Institute den Arbeitsvertrag mit Meyer. Am 8. März 1943 wurde er vom FBI in Gewahrsam genommen und der Einwanderungsbehörde (Immigration and Naturalization Department) überstellt. Meyer wurde für drei Monate in einem Internment Camp des Department of Justice in Kenedy (Bee County), Texas, interniert.
Im April 1944 erreichte Meyer per Eingabe beim Appellationsgericht in New Orleans die Aufhebung aller Restriktionen. Dieses Gericht ging davon aus, dass ein Eingebürgerter dasselbe Recht auf die Freiheit der Rede und des Denkens habe wie ein in den USA Geborener. Meyers US-Staatsbürgerschaft blieb ihm somit erhalten.

## Berufliche Entwicklung
Nach seinem Studienabschluss war er vom 23. Februar 1929 bis Ostern 1931 Lehrer für Deutschkunde, Englisch, Latein und Geschichte an dem von Martin Luserke geleiteten reformpädagogischen Landerziehungsheim Schule am Meer auf der Nordseeinsel Juist. Dort freundete er sich mit seinem jungen schweizerischen Kollegen Fritz Rittmeyer (* 25. Januar 1903 in Winterthur, Kanton Zürich) an, ein Kontakt, der zeitlebens erhalten blieb. Das Internat war durch Luserke, Eduard Zuckmayer, Walter Jockisch und Kurt Sydow stark sportlich und musisch geprägt und betrieb neben handwerklichen Tätigkeiten auch einen von Rudolf Aeschlimann, Anni (1891–1972) und Paul Reiner betreuten Gartenbau. Luserke war ein sehr versierter Erzähler. Diese Einflüsse beeindruckten Meyer nachhaltig und spiegeln sich in seinem späteren Werk wider.
Meyer wurde nach seiner Auswanderung zunächst durch Max Freund als Instructor of German am Rice Institute in Houston, Texas, beschäftigt. Während dieser Tätigkeit veröffentlichte er den Roman Konrad Bäumler’s long journey — A Novel about Germans in Texas, der in deutscher Fassung unzensiert im Deutschen Reich erschien – ungewöhnlich während der NS-Zeit, da der Autor nun als US-Amerikaner galt. Mit dem Autorenhonorar plante Meyer den Kauf einer texanischen Ranch.
Zwei Mal noch reiste er vor den von Joseph Goebbels initiierten Novemberpogromen des Jahres 1938 nach Deutschland. 1938 schrieb er direkt an Adolf Hitler und suchte um einen persönlichen Gesprächstermin in der Reichskanzlei nach. Er wollte davor warnen, wie stark die antisemitischen Aktionen in Deutschland die Stimmung in den Vereinigten Staaten beeinflussen. Sein Gesuch wurde abgelehnt. Das Schreiben wurde in seinem späteren Prozess in den USA gegen ihn verwendet.
Im Jahr 1939 ermöglichte er dem Literaturwissenschaftler Eduard Berend die Flucht aus dem Deutschen Reich und schützte ihn so vor Deportation und Konzentrationslager. Während des Zweiten Weltkrieges unterstützte er ihn von den USA aus mit Lebensmittelpaketen und durch Zusendung wissenschaftlicher Publikationen. Der Briefwechsel der beiden ist erhalten und als Buch erschienen.
Nach seiner Internierung lebte Meyer bis 1945 in Houston, Texas. Dort schrieb und veröffentlichte er unter dem Pseudonym Robert O. Barlow über den Gartenbau und half aktiv beim Aufbau einer Farm-Kooperative mit Jerome Irving Rodale. Seine Ehefrau Doris unterstütze Rodale bei der Anlage eines der ersten organischen Gärten der Vereinigten Staaten und bei der Herausgabe seines Periodikums Organic Farming and Gardening and Prevention. Meyer lehrte bis 1947 am Muhlenberg College in Allentown (Pennsylvania) als Associated Professor of German. Dort freundete sich Meyer mit dem Altnordisten Sten Gunnar Flygt an.
Im Jahr 1953 folgte er einem Ruf an die Vanderbilt University in Nashville, Tennessee, wo er ab 1959 als ordentlicher Professor (Full Professor) tätig war. In dieser Zeit fungierte er als Herausgeber des fachspezifischen Periodikums German Studies in America. Zwischenzeitlich lehrte er als Visiting Lecturer auch an der Princeton University in New Jersey. Im Wintersemester 1961/62 nahm er eine Gastprofessur an der Universität Hamburg an, im Sommersemester 1962 war er Visiting Professor an der Indiana University in Bloomington, im Wintersemester 1963/64 Visiting Professor an der Vanderbilt University in Nashville, Tennessee, von 1964 bis 1972 als Professor of German.
Im Jahr 1972 ging Meyer in Pension. Er verstarb im Alter von 73 Jahren an einem Hirntumor.
Nach Meyers Tod erwarb die Vanderbilt University Meyers umfangreiche Bibliothek.

## Mitgliedschaften
- American Association of Teachers of German (AATG)
- Modern Language Association of America (MLA)

## Ehrungen
- 1930 – Preis der Kant-Gesellschaft
- 1953 – Fellow Award der John Simon Guggenheim Memorial Foundation[18]
- 1972 – Bundesverdienstkreuz 1. Klasse (17. März 1972)

## Werke
Meyer verfasste, auch unter Pseudonymen, sowohl wissenschaftliche als auch literarische Werke. Als leidenschaftlicher Gärtner und Blumenzüchter veröffentlichte Meyer zudem einzelne Schriften zu gärtnerischen Themen.

### Aufsätze
Er schrieb eine Vielzahl von Aufsätzen über Erzähltechniken, Johann Wolfgang von Goethe, Gottfried Wilhelm Leibniz, Leopold von Ranke, Baruch de Spinoza, Ferdinand Tönnies.

### Belletristik
- unter dem Pseudonym H. K. Houston Meyer: Konrad Bäumlers weiter Weg – Ein Texas-Deutscher Roman (mit autobiographischen Bezügen). Deutsche Verlags-Anstalt, Berlin, Stuttgart 1938, OCLC 903362987

### Dissertation
- Der deutsche Schäferroman des 17. Jahrhunderts. Phil. Inauguraldissertation, Albert-Ludwigs-Universität, Freiburg im Breisgau, Dorpat 1928, OCLC 187177530, Nachdruck: v. Hirschheydt, Hannover 1978, ISBN 3-7777-0041-X

### Gartenbau
- unter dem Pseudonym Robert O. Barlow: The complete modern garden herbal of Robert O. Barlow (= Gardener’s Book Club, Series 2, No. 1). Organic Gardening, Emmaus, PA, USA, 1945, OCLC 3685017
- Leaves and what they do (= Organic Garding Library, Nr. 12). Organic Gardening, Emmaus, PA, USA, 1949, OCLC 1185287328

### Linguistik
- mit Arnold A. Ortmann: Deutsches Übungsbuch. New York City, NY, USA, 1936
- Die Kunst des Erzählens. Francke Verlag, Bern und München 1972, OCLC 901283226